# Jussey
Jussey és un municipi francès situat al departament de l'Alt Saona i a la regió de Borgonya - Franc Comtat. L'any 2007 tenia 1.783 habitants.

## Demografia

### Població
El 2007 la població de fet de Jussey era de 1.783 persones. Hi havia 804 famílies, de les quals 340 eren unipersonals (132 homes vivint sols i 208 dones vivint soles), 244 parelles sense fills, 164 parelles amb fills i 56 famílies monoparentals amb fills.
La població ha evolucionat segons el següent gràfic:
Habitants censats

### Habitatges
El 2007 hi havia 1.060 habitatges, 828 eren l'habitatge principal de la família, 73 eren segones residències i 159 estaven desocupats. 779 eren cases i 272 eren apartaments. Dels 828 habitatges principals, 500 estaven ocupats pels seus propietaris, 296 estaven llogats i ocupats pels llogaters i 32 estaven cedits a títol gratuït; 20 tenien una cambra, 51 en tenien dues, 133 en tenien tres, 231 en tenien quatre i 393 en tenien cinc o més. 540 habitatges disposaven pel capbaix d'una plaça de pàrquing. A 412 habitatges hi havia un automòbil i a 223 n'hi havia dos o més.

### Piràmide de població
La piràmide de població per edats i sexe el 2009 era:
| Homes | Edats   | Dones |
| ----- | ------- | ----- |
| 0     | 95 o +  | 4     |
| 0     | 90 a 94 | 20    |
| 12    | 85 a 89 | 56    |
| 16    | 80 a 84 | 32    |
| 28    | 75 a 79 | 56    |
| 44    | 70 a 74 | 68    |
| 60    | 65 a 69 | 56    |
| 52    | 60 a 64 | 64    |
| 44    | 55 a 59 | 40    |
| 68    | 50 a 54 | 52    |
| 56    | 45 a 49 | 48    |
| 60    | 40 a 44 | 72    |
| 44    | 35 a 39 | 52    |
| 56    | 30 a 34 | 60    |
| 56    | 25 a 29 | 48    |
| 48    | 20 a 24 | 56    |
| 40    | 15 a 19 | 68    |
| 32    | 10 a 14 | 96    |
| 40    | 5 a 9   | 40    |
| 64    | 0 a 4   | 28    |

## Economia
El 2007 la població en edat de treballar era de 1.002 persones, 696 eren actives i 306 eren inactives. De les 696 persones actives 582 estaven ocupades (316 homes i 266 dones) i 114 estaven aturades (47 homes i 67 dones). De les 306 persones inactives 115 estaven jubilades, 62 estaven estudiant i 129 estaven classificades com a «altres inactius».

### Ingressos
El 2009 a Jussey hi havia 797 unitats fiscals que integraven 1.683 persones, la mediana anual d'ingressos fiscals per persona era de 14.135 €.

### Activitats econòmiques
Dels 127 establiments que hi havia el 2007, 2 eren d'empreses extractives, 3 d'empreses alimentàries, 1 d'una empresa de fabricació de material elèctric, 7 d'empreses de fabricació d'altres productes industrials, 12 d'empreses de construcció, 36 d'empreses de comerç i reparació d'automòbils, 9 d'empreses de transport, 9 d'empreses d'hostatgeria i restauració, 1 d'una empresa d'informació i comunicació, 8 d'empreses financeres, 8 d'empreses immobiliàries, 9 d'empreses de serveis, 14 d'entitats de l'administració pública i 8 d'empreses classificades com a «altres activitats de serveis».
Dels 41 establiments de servei als particulars que hi havia el 2009, 1 era una oficina d'administració d'Hisenda pública, 1 gendarmeria, 1 oficina de correu, 5 oficines bancàries, 1 funerària, 3 tallers de reparació d'automòbils i de material agrícola, 2 tallers d'inspecció tècnica de vehicles, 1 autoescola, 3 paletes, 2 guixaires pintors, 1 fusteria, 4 lampisteries, 1 electricista, 2 empreses de construcció, 4 perruqueries, 2 veterinaris, 5 restaurants, 1 agència immobiliària i 1 saló de bellesa.
Dels 24 establiments comercials que hi havia el 2009, 3 eren supermercats, 1 una gran superfície de material de bricolatge, 1 una botiga de més de 120 m², 2 fleques, 2 carnisseries, 1 una peixateria, 5 botigues de roba, 1 una sabateria, 1 una botiga d'electrodomèstics, 3 drogueries, 1 una perfumeria i 3 floristeries.
L'any 2000 a Jussey hi havia 32 explotacions agrícoles que ocupaven un total de 1.275 hectàrees.

## Equipaments sanitaris i escolars
El 2009 hi havia 1 psiquiàtric, 1 centre de salut, 3 farmàcies i 1 ambulància.
El 2009 hi havia 1 escola maternal i 1 escola elemental. Jussey disposava d'un col·legi d'educació secundària amb 352 alumnes.

## Poblacions més properes
El següent diagrama mostra les poblacions més properes.